# Битинь (Великопольське воєводство)
Битинь (пол. Bytyń) — село в Польщі, у гміні Казьмеж Шамотульського повіту Великопольського воєводства.
Населення — 555 осіб (2011).
У 1975-1998 роках село належало до Познанського воєводства.

## Демографія
Демографічна структура станом на 31 березня 2011 року:
|          | Загалом | Допрацездатний вік | Працездатний вік | Постпрацездатний вік |
| -------- | ------- | ------------------ | ---------------- | -------------------- |
| Чоловіки | 277     | 60                 | 200              | 17                   |
| Жінки    | 278     | 63                 | 172              | 43                   |
| Разом    | 555     | 123                | 372              | 60                   |